# Çamlıca
Çamlıca o Çamlıca gazozu és una gasosa tradicional de Turquia. L'any 1946, els germans Ekrem i Nazif Erkli van iniciar la producció d'aquest refresc.
Çamlıca ha esdevingut un element de nostàlgia del passat i apareix en novel·les i memorials com "Bir Zamanlar İstanbul" (Istanbul, una vegada hi havia), "Hasretini Çektiğim Üsküdar" (significa "el Üsküdar que trobo a faltar") o "Üsküdar, ah Üsküdar". En els anys 70, quan entre el públic, les gasoses es distingien com a blanca (simple), groga (de llimona o taronja) i negra (cola), Çamlıca va ser una de les poques marques de gasoses que es venien a tot el país.
La marca fou comprada per Yıldız Holding, de la familia Ülker, grans productors d'aliments a Turquia, el 2002. En aquest temps Ülker va fer campanyes publicitàries de Çamlıca que presentaven les tradicions del país que reflectien la identitat sociocultural turca, utilitzant elements culturals.
Junt amb la marca "Cola Turka", el 90% de Çamlıca va ser venuda, per Yıldız Holding, a la companyia japonesa DyDo Drinco el setembre de 2015.